# Réchésy
Réchésy es una comuna francesa situada en el departamento del Territorio de Belfort, de la región de Borgoña-Franco Condado.
Los habitantes se llaman Réchésiens.

## Geografía
Está ubicada a 20 km al sureste de Belfort y fronteriza con Suiza. 

## Historia
Entre 1871 y 1918, estaba en la frontera con Alemania.

## Demografía
| 616 | 649 | 725 | 700 | 720 | 761 | 781 | 806 |
| Para los censos de 1962 a 1999 la población legal corresponde a la población sin duplicidades (Fuente: INSEE [Consultar]) |     |     |     |     |     |     |     |